# Église Saint-Austremoine de Salles-la-Source
Pour les articles homonymes, voir Austremoine.
L'église Saint-Austremoine de Salles-la-Source est une église catholique située en France sur la commune de Salles-la-Source, au village de Saint-Austremoine, dans le département de l'Aveyron en France.

## Historique
L'édifice est classé au titre des monuments historiques en 1942.

## Galerie

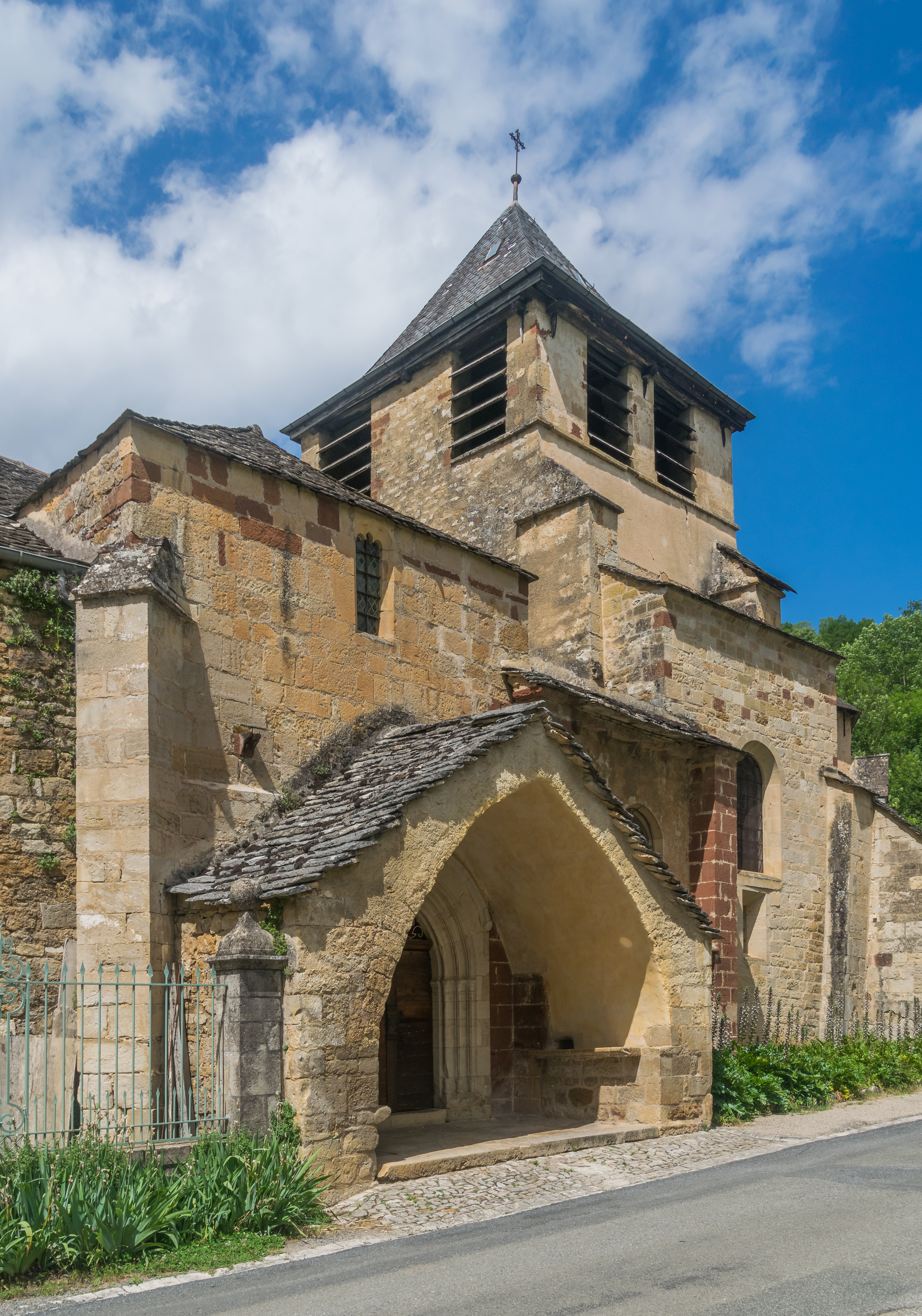
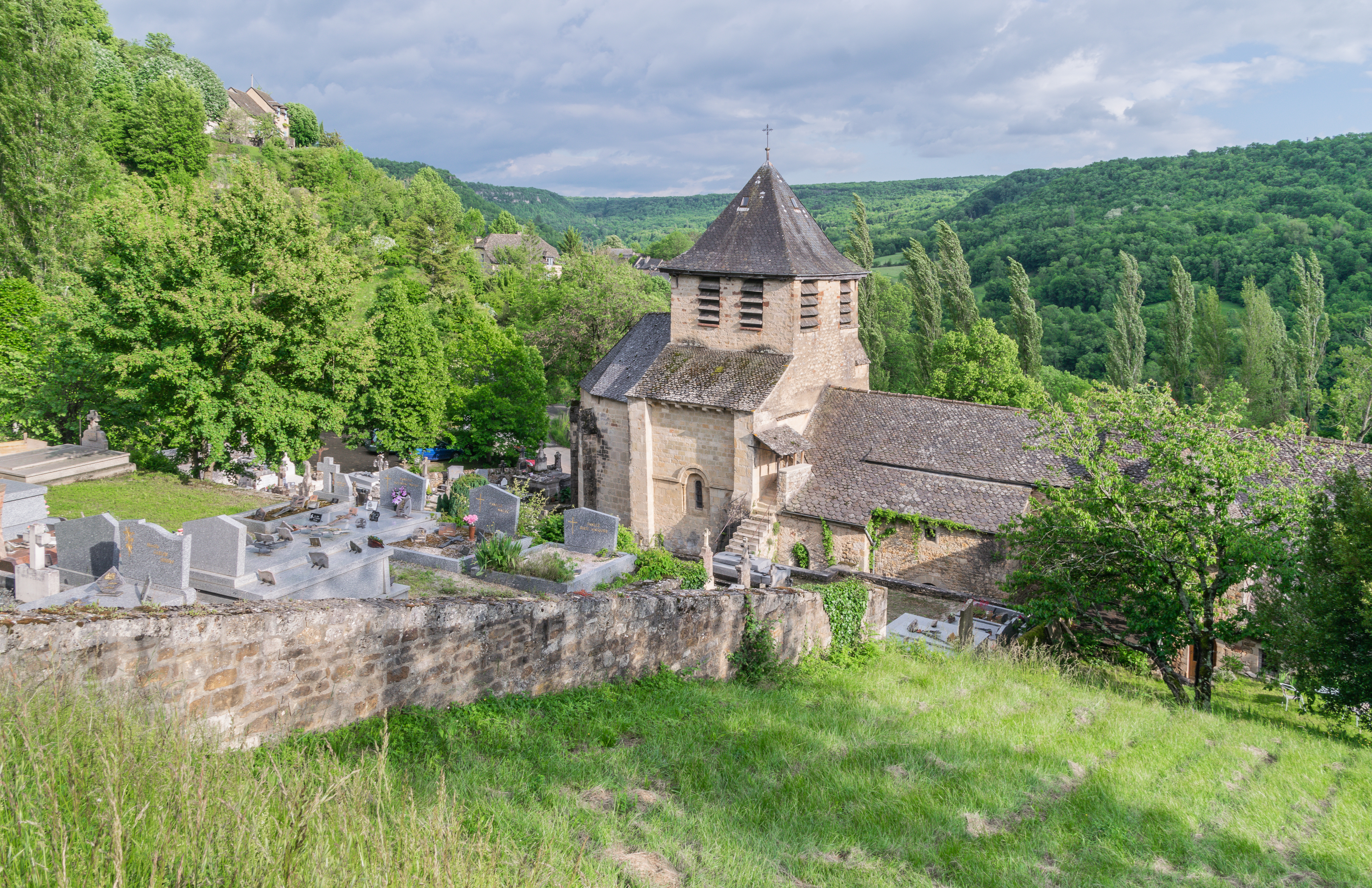
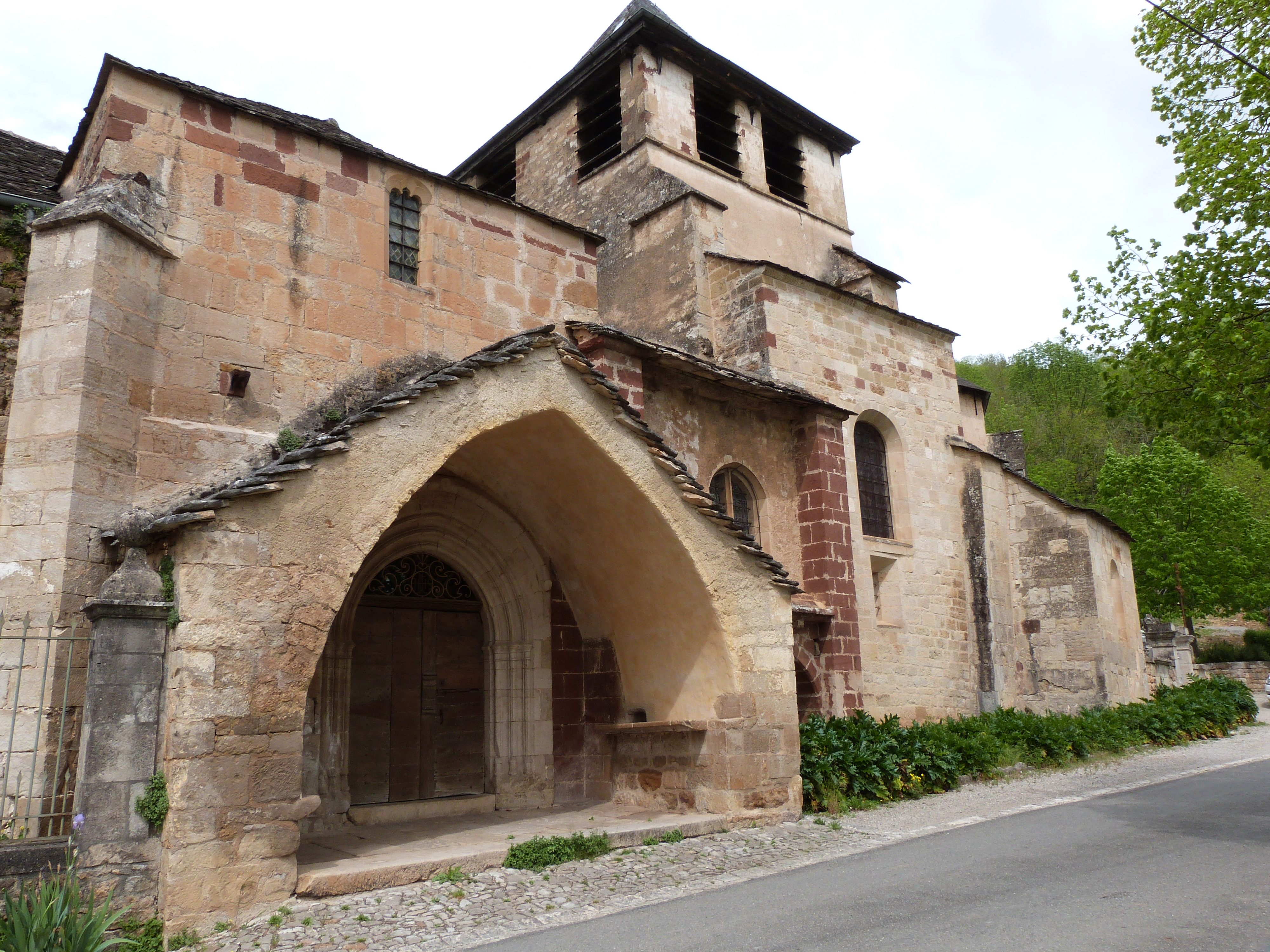
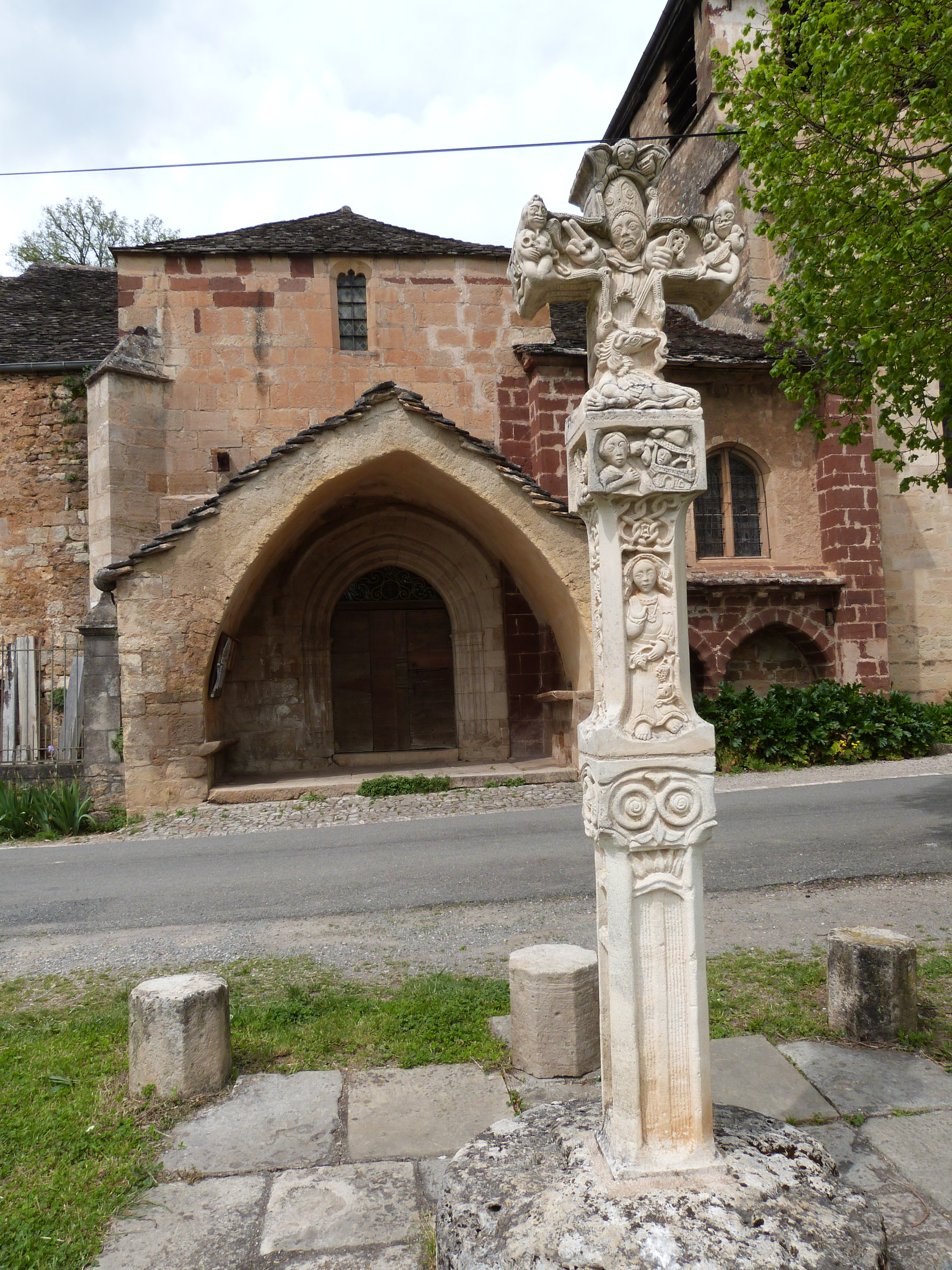
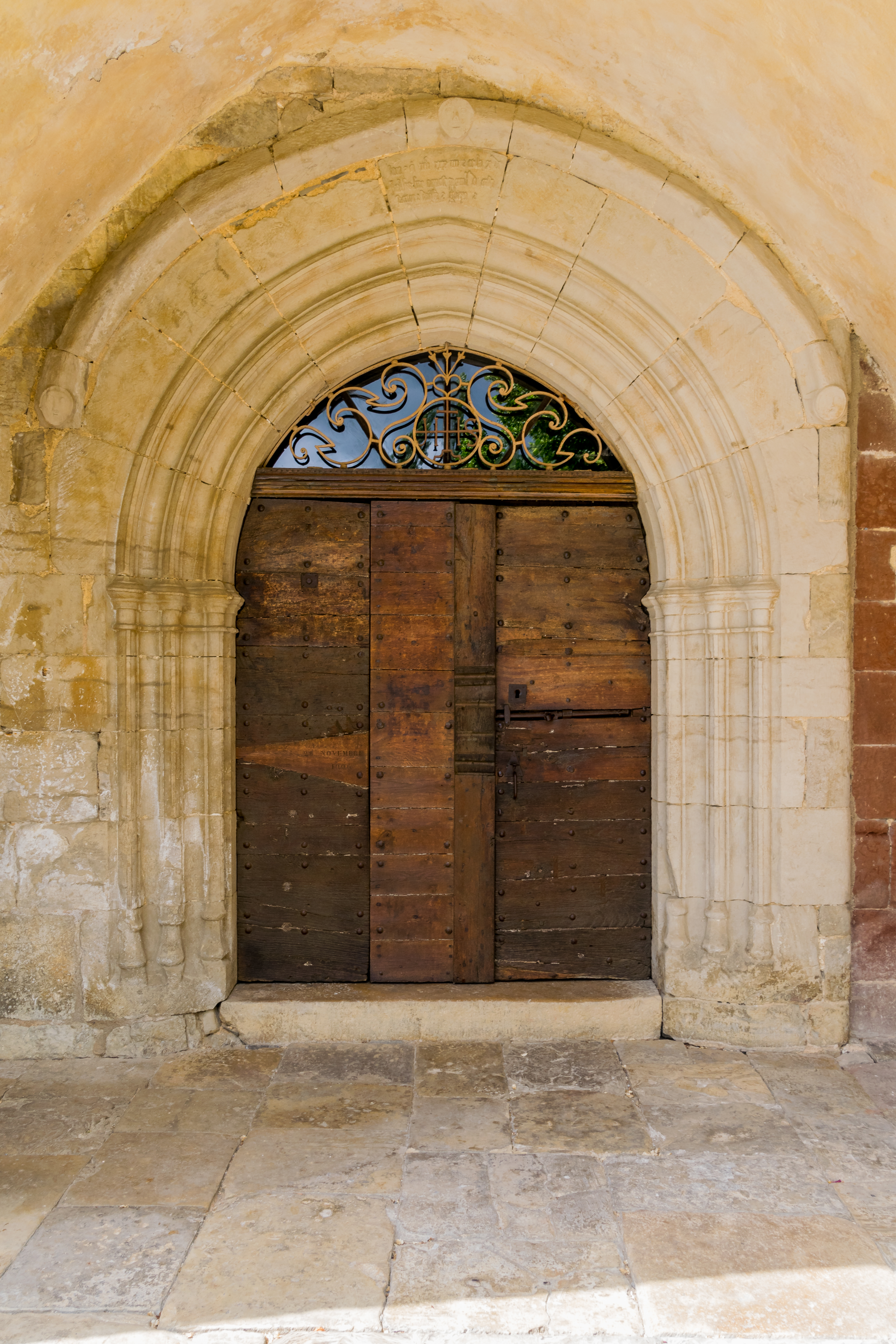